# Sklenské louky
Sklenské louky je přírodní památka poblíž obce Sklené v okrese Žďár nad Sázavou v nadmořské výšce 720–735 metrů. Území je v péči Správy Chráněné krajinné oblasti Žďárské vrchy a spravuje ho AOPK ČR, RP Správa CHKO Žďárské vrchy.

## Předmět ochrany
Důvodem ochrany jsou přírodě blízká společenstva trvalých porostů s vlhkomilnými a rašelinnými druhy rostlin, přecházející ve spodní části v krajinářsky hodnotnou jednotlivě i skupinově rozptýlenou stromovou zeleň tvořenou vesměs smrkem.

## Galerie

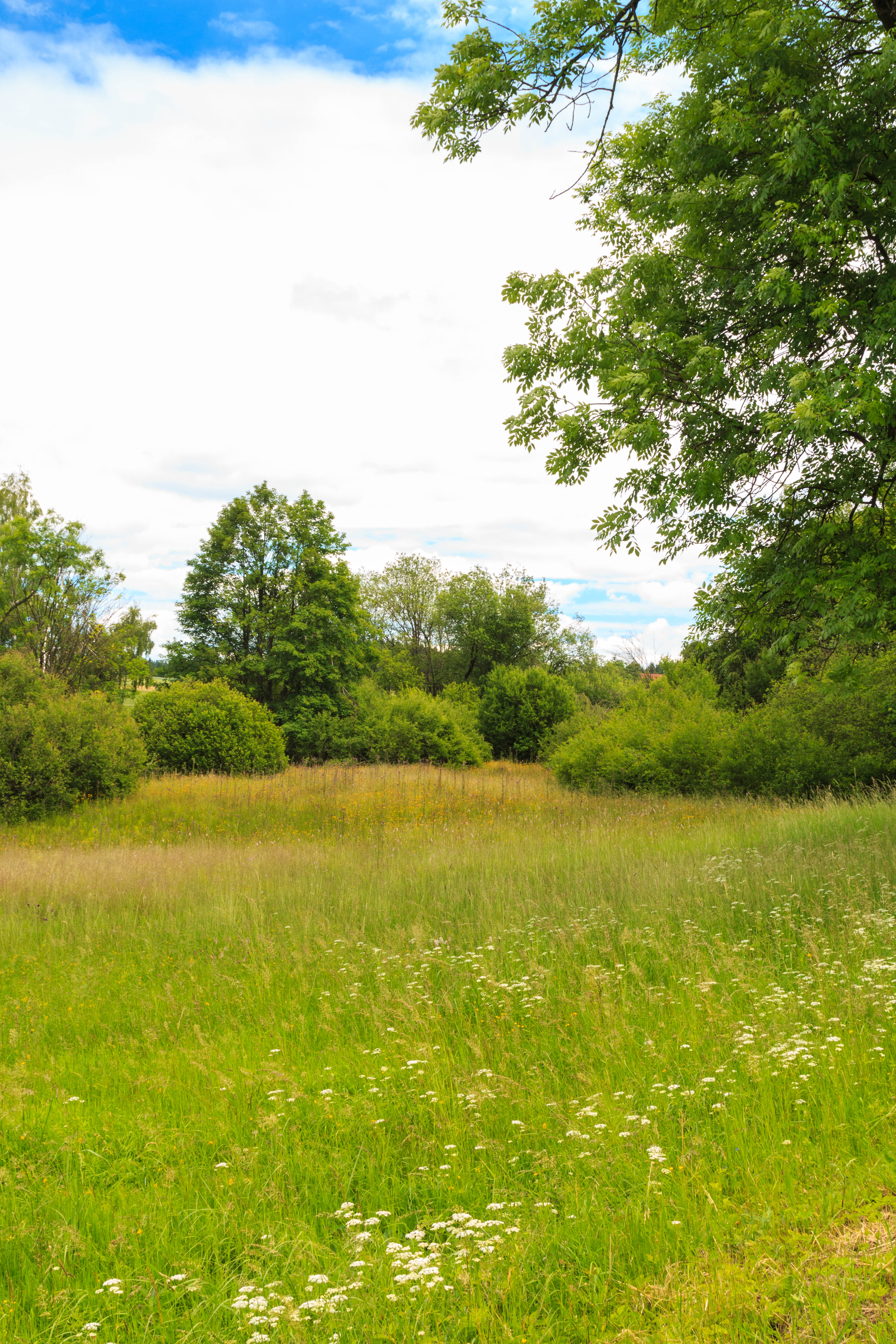
Přírodní památka Sklenské louky
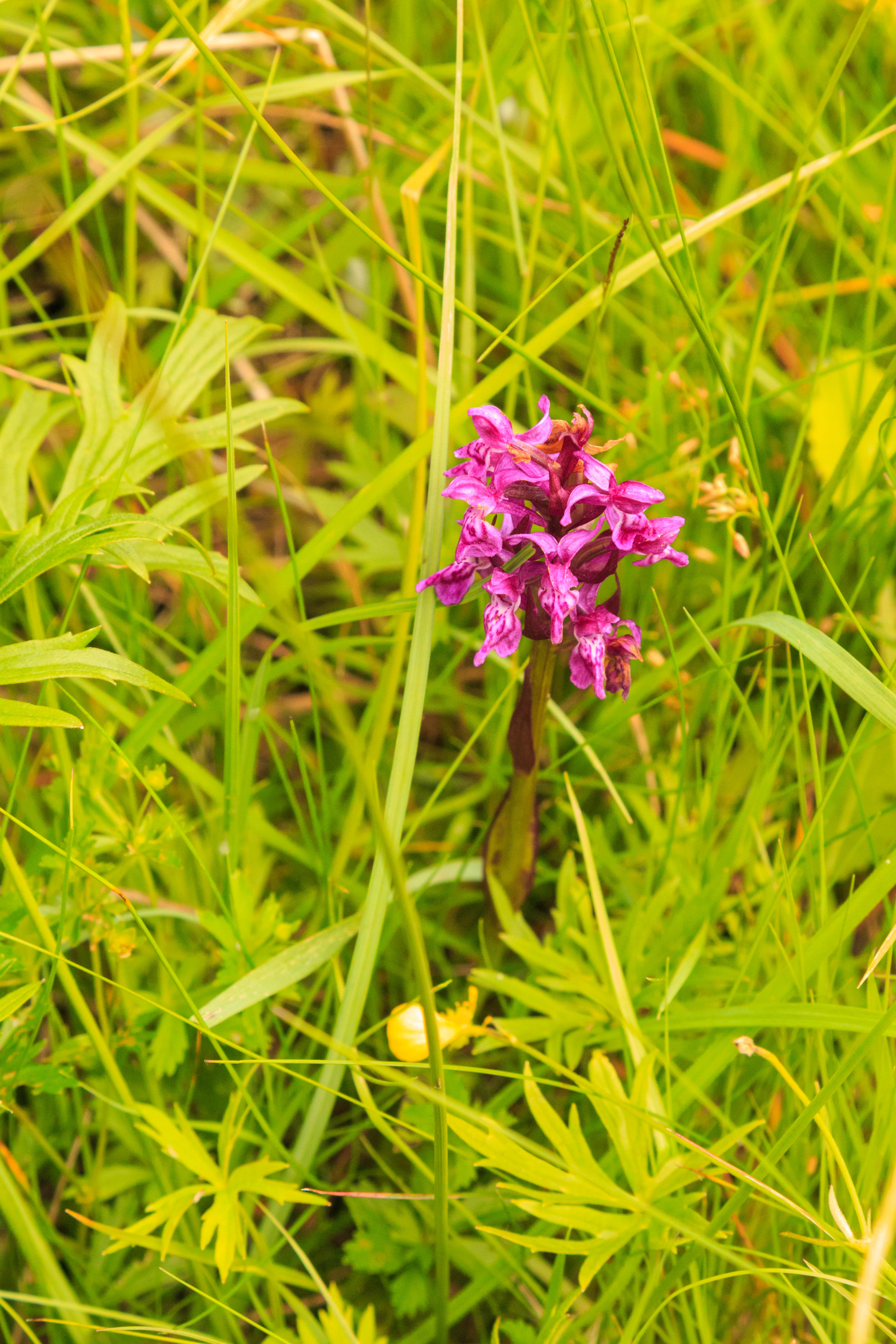
Přírodní památka Sklenské louky – prstnatec
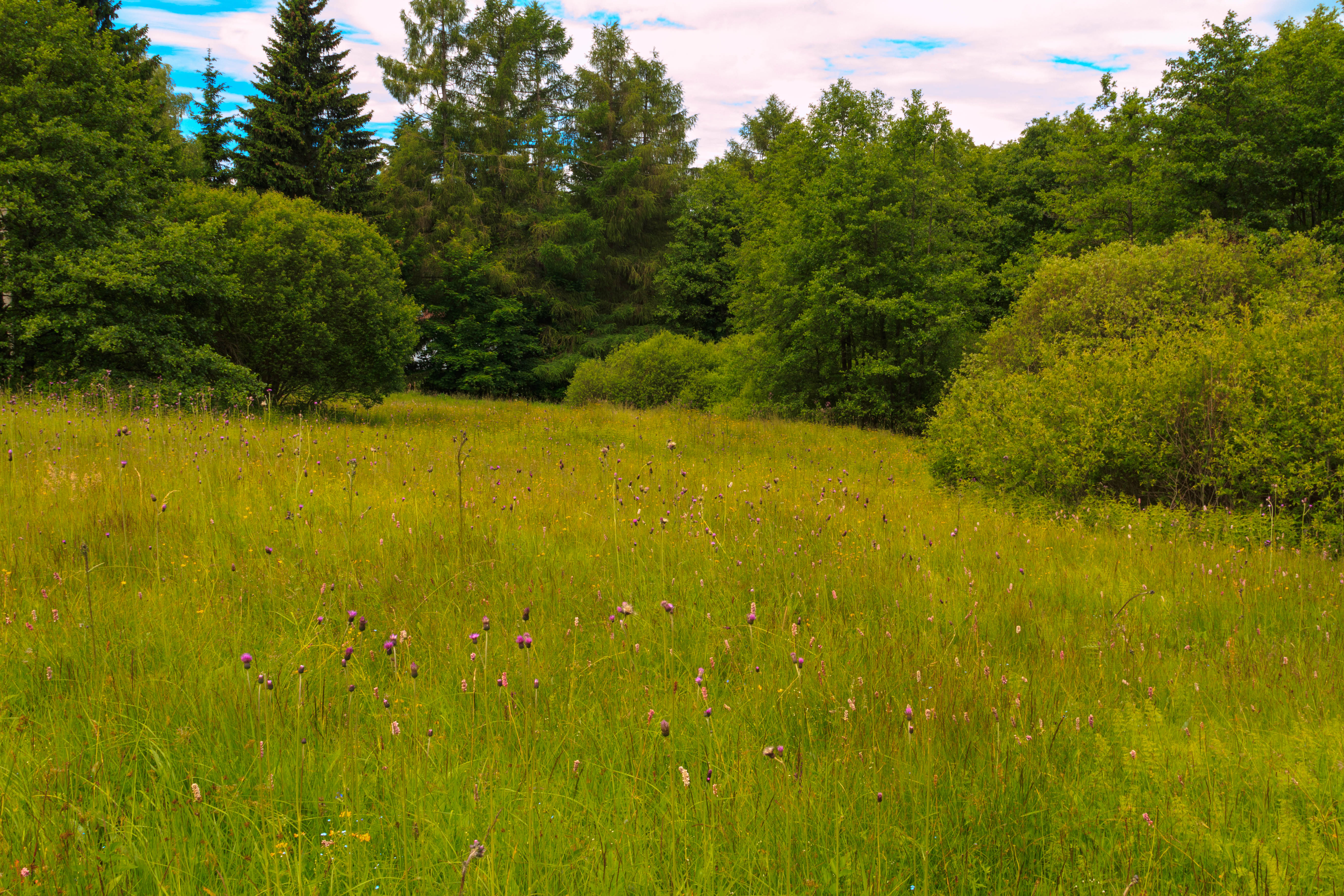
Přírodní památka Sklenské louky
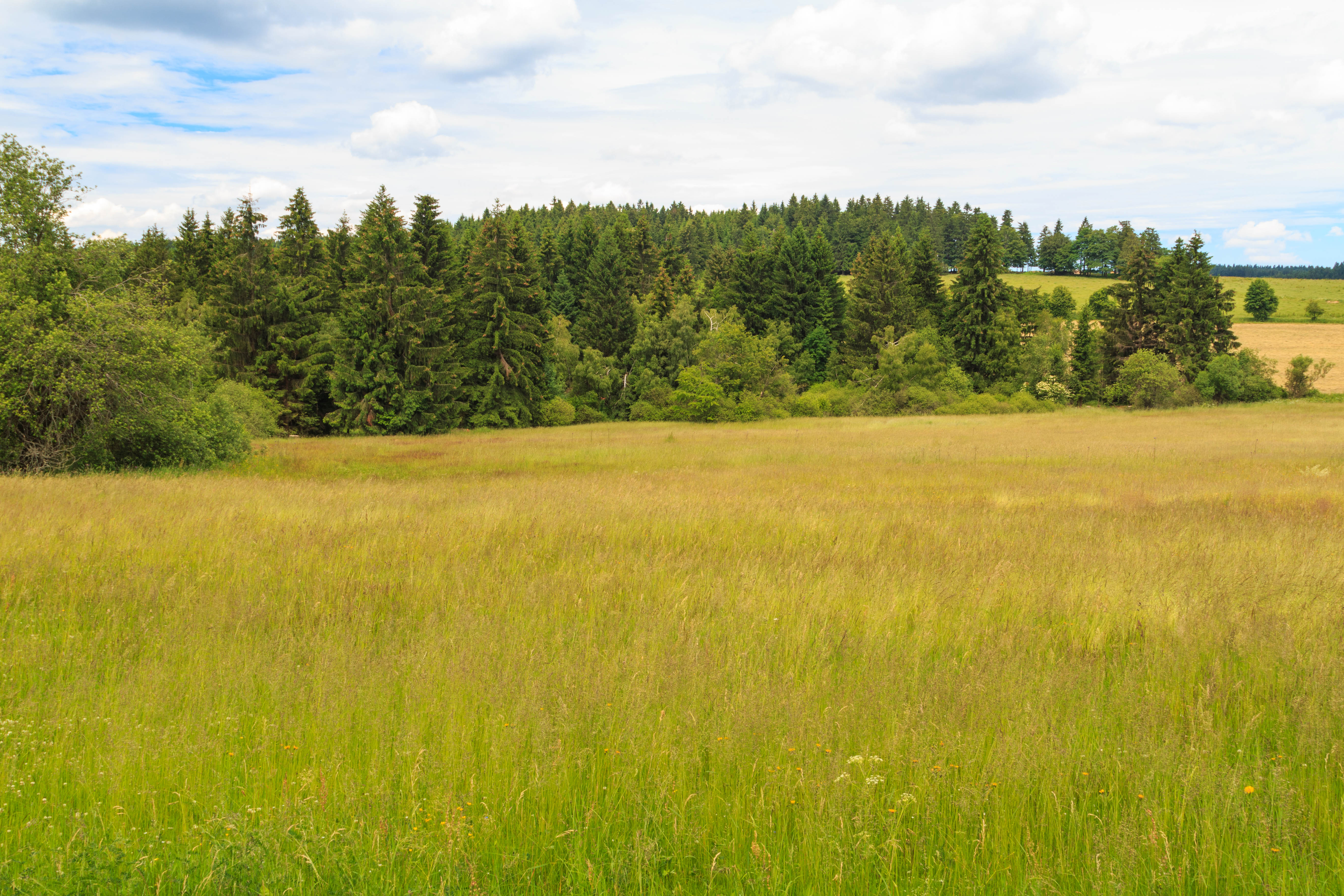
Přírodní památka Sklenské louky